# Kakkihalli, Yelbarga
Kakkihalli là một làng thuộc tehsil Yelbarga, huyện Koppal, bang Karnataka, Ấn Độ.